# Puoutavare
Puoutavare är ett naturreservat i Gällivare och Överkalix kommuner i Norrbottens län.
Området är naturskyddat sedan 2009 och är 1,7 kvadratkilometer stort. Reservatet omfattar toppen av Vitberget och dess norrsluttning mot en våtmark med en bäck. Reservatet består av gammal granskog med inslag av tall som också dominerar på toppen.  